# 查克·塞哥維亞
查克瑞·歐內斯特·塞哥維亞（英語：Zachary Ernest Segovia；1983年4月11日—） ，美國棒球選手，於2002年美國職棒選秀以第二輪第58順位為費城費城人選進，短暫於2007、2009年上過大聯盟。2015年下半季來台效力於中華職棒統一7-ELEVEn獅，當時中文登錄名為「銳克」，2016年下半季起轉投效Lamigo桃猿，登錄名更改為「賽格威」，守備位置為投手。

## 經歷
- 美國職棒費城費城人（2002年－2008年）
- 美國職棒華盛頓國民（2008年－2009年）
- 美國職棒紐約洋基隊（2010年）
- 美國職棒密爾瓦基釀酒人（2011年）
- 美國職棒底特律老虎（2012年）
- 墨西哥聯盟Acereros de Monclova（2013年）
- 美國職棒獨立聯盟York Revolution（2013年）
- 墨西哥聯盟Diablos Rojos del Mexico（2014年）
- 墨西哥聯盟蒙克洛瓦鐵人（2014年）
- 美國職棒德州遊騎兵（小聯盟，2014年）
- 美國職棒聖地牙哥教士（小聯盟，2015年）
- 中華職棒統一7-ELEVEn獅（2015年，譯名銳克）
- 墨西哥聯盟蒙克洛瓦鐵人（2016年.2018年）
- 中華職棒Lamigo桃猿（2016年6月29日－2017年11月2日，譯名賽格威）
- 中華職棒中信兄弟（2018年）
- 委內瑞拉聯盟Navegantes del Magallanes（2018年10月-11月28日）
- 波多黎各職棒聯盟Indios de Mayaguez（2018年12月-2019年1月）
- 墨西哥棒球聯盟Pericos de Puebla（2019年）
- 墨西哥棒球聯盟蒙克洛瓦鐵人（2019年）
- 墨西哥棒球聯盟Bravos de Leon（2019年-）

## 特殊事蹟

### 進中華職棒前
- 曾為2006年泛美棒球錦標賽美國代表隊
- 2013年時曾為第五十五屆加勒比海大賽波多黎各Criollos de Caguas代表隊

### 進中華職棒後
- 2015年8月12日於新竹球場初先發對戰Lamigo桃猿隊，主投6局失4分，獲得來台首勝。
- 2015年世界棒球12強賽美國代表隊成員
- 2016年6月29日加入中華職棒Lamigo桃猿隊，改名賽格威，8月30日取代拿威的外籍球員登錄名額，隔日於桃園國際棒球場先發對戰義大犀牛隊，主投7 1/3局失2分獲得重返中華職棒後首勝。
- 2017年1月14日再與Lamigo桃猿隊簽約，2月28日在中職日職對抗賽的第一場接替先發二局失二分的王溢正，中繼四局無失分獲得勝投，技驚四座。

### 花絮
- 曾在某次陳禹勳的粉絲專頁直播中模仿黃明志唱「飆高音」，被球迷取「網紅」外號[1]。
- 私下喜歡逛台灣夜市，經常透過九宮格投準等遊戲獲得戰利品[2]。

## 職棒生涯成績

### 美國職棒
| 年度 | 球隊       | 出賽 | 先發 | 勝投 | 敗投 | 中繼 | 救援 | 完投 | 完封 | 三振 | 四死 | 責失 | 投球局數 | 自責分率 | 被上壘率 |
| ---- | ---------- | ---- | ---- | ---- | ---- | ---- | ---- | ---- | ---- | ---- | ---- | ---- | -------- | -------- | -------- |
| 2007 | 費城費城人 | 1    | 1    | 0    | 1    | 0    | 0    | 0    | 0    | 2    | 1    | 5    | 5.0      | 9.00     | 1.80     |
| 2009 | 華盛頓國民 | 8    | 0    | 1    | 0    | 0    | 0    | 0    | 0    | 4    | 6    | 9    | 10.1     | 7.84     | 1.65     |
| 合計 | 2年        | 9    | 1    | 1    | 1    | 0    | 0    | 0    | 0    | 6    | 7    | 14   | 15.1     | 8.22     | 1.70     |

### 中華職棒
| 年度 | 球隊           | 出賽 | 先發 | 勝投 | 敗投 | 中繼 | 救援 | 完投 | 完封 | 三振 | 四死 | 責失 | 投球局數 | 自責分率 | 被上壘率 |
| ---- | -------------- | ---- | ---- | ---- | ---- | ---- | ---- | ---- | ---- | ---- | ---- | ---- | -------- | -------- | -------- |
| 2015 | 統一7-ELEVEn獅 | 14   | 2    | 2    | 3    | 1    | 0    | 1    | 0    | 21   | 16   | 21   | 30.2     | 6.16     | 1.50     |
| 2016 | Lamigo桃猿     | 8    | 7    | 3    | 1    | 0    | 0    | 1    | 0    | 28   | 9    | 21   | 40.6     | 4.11     | 1.65     |
| 2017 | Lamigo桃猿     | 27   | 26   | 16   | 5    | 0    | 0    | 1    | 0    | 129  | 57   | 77   | 165.0    | 4.20     | 1.35     |
| 2018 | 中信兄弟       | 12   | 8    | 2    | 4    | 0    | 0    | 0    | 0    | 49   | 36   | 48   | 68.0     | 6.35     | 1.63     |
| 合計 | 4年            | 61   | 43   | 23   | 13   | 1    | 0    | 3    | 0    | 227  | 118  | 167  | 309.2    | 4.85     | 1.40     |

## 外部連結
- 查克·塞哥維亞在台灣棒球維基館上的頁面（繁體中文）
- 查克·塞哥維亞在美國職棒（英语）
- 查克·塞哥維亞在中華職棒
- 查克·塞哥維亞在Baseball-Reference.com（大聯盟）（英语）
- 查克·塞哥維亞在Baseball-Reference.com（小聯盟以及海外聯盟）（英语）
- 查克·塞哥維亞在ESPN（MLB）（英语）
- 查克·塞哥維亞在FanGraphs.com（英语）
- 查克·塞哥維亞在The Baseball Cube（英语）
- 查克·塞哥維亞的Facebook專頁

| 前任： 伍鐸 | 中信兄弟開幕戰先發投手 2018年 | 繼任： 尼克·艾迪頓 |